# Christa Theret
Pour les articles homonymes, voir Theret.
Christa Theret, née le 25 juin 1991 à Paris, est une actrice française.
Elle s'est fait connaître du grand public pour avoir joué le rôle de Lola dans le film LOL aux côtés de Sophie Marceau et Jérémy Kapone.

## Carrière d'actrice
Christa Theret commence sa carrière d'actrice à l'âge de 11 ans ; alors qu'elle joue dans la cour de récréation de son collège, elle est remarquée par une directrice de casting, qui l'engage ensuite pour le film Le Couperet, réalisé par Costa-Gavras.
En 2007, elle incarne Julie, une adolescente gothique dans Et toi, t'es sur qui ? (sélectionné au festival de Cannes 2007 dans la catégorie Un certain regard et pour la Caméra d'or). En 2008, alors scolarisée au lycée Jules-Ferry à Paris, elle abandonne l’école à 17 ans, en classe de seconde. Elle tourne ensuite dans le film LOL, de Lisa Azuelos, dont elle partage la vedette avec Sophie Marceau. Le succès commercial de ce film lui vaut d'être découverte par le grand public ; elle est en outre nommée au César du meilleur espoir féminin.
D'avril à juin 2009, elle tourne dans Le Village des ombres, réalisé par Fouad Benhammou, puis, en octobre de la même année, Le Mariage de chiffon, réalisé par Jean-Daniel Verhaeghe. Il s'agit du 5e épisode de la saison de Contes et nouvelles du XIXe siècle, diffusé en avril 2010 sur France 2. À la fin de cette même année 2009 et début 2010, elle tourne avec Bertrand Blier, dans Le Bruit des glaçons, aux côtés de Jean Dujardin et Albert Dupontel.
En 2010, elle enchaîne les projets, en tournant dans Voie rapide de Christophe Sahr ainsi que Mike de Lars Blumers.
Elle tient ensuite le rôle féminin principal dans Renoir, réalisé en 2013 par Gilles Bourdos, puis apparaît dans Marguerite, de Xavier Giannoli.
En 2023, elle incarne l'un des rôles-titres du film de Bertrand Mandico, Conann.

## Filmographie

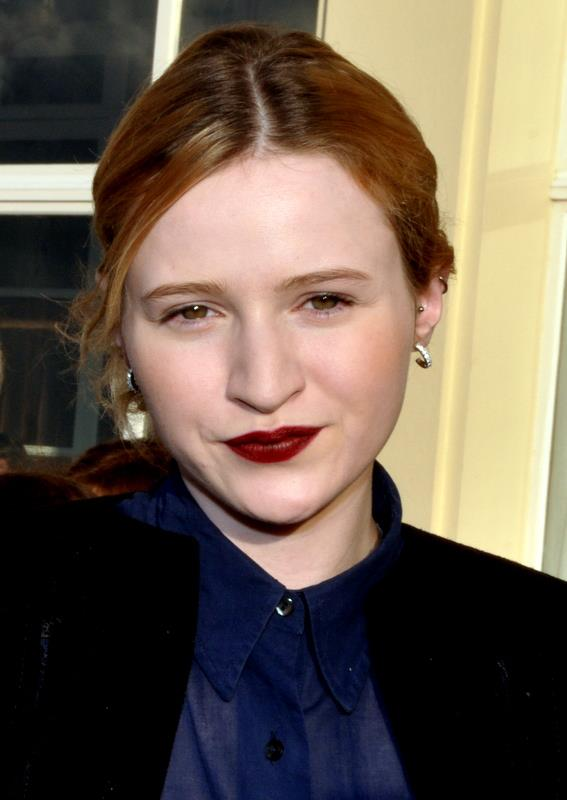
L'actrice en juin 2012 au festival de Cabourg.

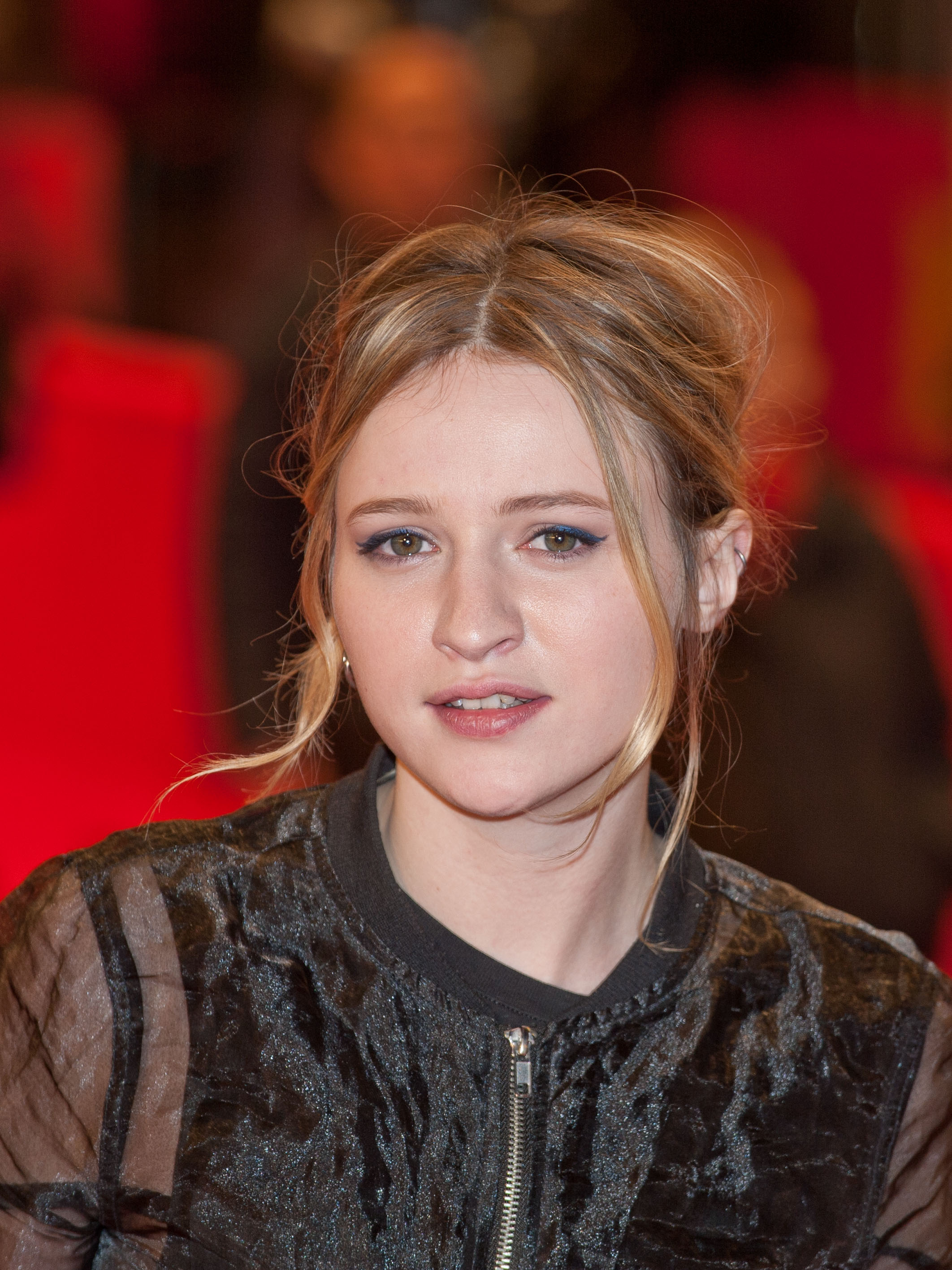
L'actrice en février 2013 lors de la remise des prix Shooting Stars de la Berlinale.

Sauf indication contraire, les informations mentionnées dans cette section peuvent être confirmées par les bases de données cinématographiques IMDb et Allociné,  présentes dans la section « Liens externes ».

### Cinéma
- 2005 : Le Couperet de Costa-Gavras : Betty Davert
- 2007 : Et toi, t'es sur qui ? de Lola Doillon : Julie dite "Batman"
- 2009 : LOL (Laughing Out Loud) de Lisa Azuelos : Lola
- 2010 : Le Bruit des glaçons de Bertrand Blier : Evguenia
- 2010 : Le Village des ombres de Fouad Benhammou : Emma Valeyre
- 2011 : Mike de Lars Blumers : Sandy
- 2011 : La Brindille d'Emmanuelle Millet : Sarah Dol
- 2012 : Voie rapide de Christophe Sahr : Rachel
- 2012 : L'Homme qui rit de Jean-Pierre Améris : Déa
- 2013 : Renoir de Gilles Bourdos : Andrée Heuschling
- 2014 : L'Affaire SK1 de Frédéric Tellier : Elisabeth Ortega
- 2015 : Marguerite de Xavier Giannoli : Hazel Klein
- 2015 : Tout en haut du monde de Rémi Chayé : Sasha (voix)
- 2016 : La Fille du patron d'Olivier Loustau : Alix Baretti
- 2017 : Broers (nl) de Bram Schouw : Joséphine
- 2017 : Espèces menacées de Gilles Bourdos : Marie-Lou (voix)
- 2018 : Gaspard va au mariage d'Antony Cordier : Coline
- 2019 : Doubles Vies d'Olivier Assayas : Laure
- 2021 : Œil oignon de Michel Zumpf
- 2023 : Conann de Bertrand Mandico : Conann à 25 ans
- 2023 : Luise de Matthias Luthardt : Emma

### Télévision

#### Séries télévisées
- 2010 : Contes et nouvelles du XIXe siècle (saison 2, épisode 3 Le Mariage de chiffon) : Corysande dite « Chiffon »
- 2017 : Marie de Bourgogne (mini-série en trois épisodes) d'Andreas Prochaska : Marie de Bourgogne
- 2021 : Les Aventures du jeune Voltaire (mini-série en 4 épisodes) d'Alain Tasma : Adrienne Lecouvreur
- 2021 : La Corde (mini-série en 3 épisodes) de Dominique Rocher : Leïla

#### Téléfilms
- 2015 : Deux d'Anne Villacèque : Solange
- 2019 : Noces d'or de Nader T. Homayoun : Célestine Saint-Cast

### Clips
- 2019 : Exits de Foals
- 2020 : My Agenda de Yung Lean

## Distinctions
Sauf indication contraire, les informations mentionnées dans cette section peuvent être confirmées par les bases de données cinématographiques IMDb et Allociné,  présentes dans la section « Liens externes ».

### Récompenses
- Berlinale 2013 : Shooting Star
- Festival du film de Cabourg 2016 : Swann d'or de la révélation féminine pour La Fille du patron

### Nominations
- Lumières 2008 : révélation féminine pour Et toi t'es sur qui  ?
- Césars 2010 : meilleur espoir féminin pour LOL (Laughing Out Loud)
- Césars 2012 : meilleur espoir féminin pour La Brindille
- Lumières 2010 : révélation féminine pour LOL (Laughing Out Loud)
- Lumières 2014 : meilleure actrice pour Renoir
- Prix Romy-Schneider 2016